# Tour de Francia 1958
El 45.º Tour de Francia se disputó entre el 26 de junio y el 19 de julio de 1958 con un recorrido de 4319 km. dividido en 22 etapas.
Participaron 120 ciclistas repartidos en 10 equipos de 12 corredores de los que solo llegaron a París 78 ciclistas sin que ningún equipo lograra finalizar la prueba con todos sus integrantes.
Charly Gaul se convierte en el segundo luxemburgués en hacerse con un Tour, basando su victoria en las tres contrarreloj que se disputan en esta edición al lograr hacerse con ellas, y en la etapa que finalizó en Aix-les-Bains en la que, bajo una lluvia glacial, logró aventajar al segundo clasificado de la etpa en casi 8 minutos.
La prueba partió de la ciudad belga de Bruselas, como antesala de la Exposición Universal, y no tuvo jornada de descanso. Esta edición del Tour acaba trágicamente en el Parque de los Príncipes cuando en la última etapa una caída de André Darrigade provoca la muerte de uno de los comisarios de la carrera.
El vencedor cubrió la prueba a una velocidad media de 36,919 km/h.

## Equipos
| Dorsales | Cod.    | Equipo                    |
| -------- | ------- | ------------------------- |
| 1-12     | FRA     | Francia                   |
| 21-32    | ITA     | Italia                    |
| 41-52    | BEL     | Bélgica                   |
| 61-72    | ESP     | España                    |
| 81-92    | NLD/LUX | Países Bajos / Luxemburgo |
| 101-112  | SUI/DEU | Suiza / Alemania          |
| 121-132  | INT     | Internacional             |
| 141-152  | CMD     | Centro-Midi               |
| 161-172  | OSO     | Ouest-Sud Ouest           |
| 181-192  | PNE     | Paris-Nord Est            |

## Etapas
| Etapa | Fecha     | Recorrido                | Distancia (km) | Ganador              | Líder             |
| ----- | --------- | ------------------------ | -------------- | -------------------- | ----------------- |
| 1.ª   | 26 de jun | Bruselas - Gante         | 184            | André Darrigade      | André Darrigade   |
| 2.ª   | 27 de jun | Gante - Dunkerque        | 198            | Gerrit Voorting      | Jos Hoevenaers    |
| 3.ª   | 28 de jun | Dunkerque - Le Tréport   | 177            | Gilbert Bauvin       | Wim van Est       |
| 4.ª   | 29 de jun | Le Tréport - Versalles   | 205            | Jean Gainche         | Wim van Est       |
| 5.ª   | 30 de jun | Versalles - Caen         | 232            | Tino Sabbadini       | Gilbert Bauvin    |
| 6.ª   | 1 de jul  | Caen - Saint-Brieuc      | 223            | Martin Van Geneugden | Gerrit Voorting   |
| 7.ª   | 2 de jul  | Saint-Brieuc - Brest     | 170            | Brian Robinson       | Gerrit Voorting   |
| 8.ª   | 3 de jul  | Circuit ode Châteaulin   | 46 (CRI)       | Charly Gaul          | Gerrit Voorting   |
| 9.ª   | 4 de jul  | Quimper - Saint-Nazaire  | 206            | André Darrigade      | André Darrigade   |
| 10.ª  | 5 de jul  | Saint-Nazaire - Royan    | 255            | Pierino Baffi        | André Darrigade   |
| 11.ª  | 6 de jul  | Royan - Burdeos          | 137            | Arrigo Padovan       | André Darrigade   |
| 12.ª  | 7 de jul  | Burdeos - Dax            | 161            | Martin Van Geneugden | André Darrigade   |
| 13.ª  | 8 de jul  | Dax - Pau                | 230            | Louis Bergaud        | Raphaël Géminiani |
| 14.ª  | 9 de jul  | Pau - Luchon             | 129            | Federico Bahamontes  | Vito Favero       |
| 15.ª  | 10 de jul | Luchon - Toulouse        | 176            | André Darrigade      | Vito Favero       |
| 16.ª  | 11 de jul | Toulouse - Béziers       | 187            | Pierino Baffi        | Vito Favero       |
| 17.ª  | 12 de jul | Béziers - Nimes          | 189            | André Darrigade      | Vito Favero       |
| 18.ª  | 13 de jul | Mont Ventoux             | 22 (CRI)       | Charly Gaul          | Raphaël Géminiani |
| 19.ª  | 14 de jul | Carpentras - Gap         | 178            | Gastone Nencini      | Raphaël Géminiani |
| 20.ª  | 15 de jul | Gap - Briançon           | 165            | Federico Bahamontes  | Raphaël Géminiani |
| 21.ª  | 16 de jul | Briançon - Aix-les-Bains | 219            | Charly Gaul          | Vito Favero       |
| 22.ª  | 17 de jul | Aix-les-Bains - Besanzón | 237            | André Darrigade      | Vito Favero       |
| 23.ª  | 18 de jul | Besanzón - Dijon         | 74 (CRI)       | Charly Gaul          | Charly Gaul       |
| 24.ª  | 19 de jul | Dijon - París            | 320            | Pierino Baffi        | Charly Gaul       |

CRI: Contrarreloj individual

## Clasificaciones

### Clasificación general
| Clasificación general |                     |                         |                   |
| Ciclista              | Ciclista            | Equipo                  | Tiempo            |
| --------------------- | ------------------- | ----------------------- | ----------------- |
| 1.º                   | Charly Gaul         | Países Bajos/Luxemburgo | 116 h 59 min 05 s |
| 2.º                   | Vito Favero         | Italia                  | + 3 min 10 s      |
| 3.º                   | Raphaël Géminiani   | Centre-Midi             | + 3 min 41 s      |
| 4.º                   | Jan Adriaensens     | Bélgica                 | + 7 min 16 s      |
| 5.º                   | Gastone Nencini     | Italia                  | + 13 min 33 s     |
| 6.º                   | Jozef Planckaert    | Bélgica                 | + 28 min 01 s     |
| 7.º                   | Louison Bobet       | Francia                 | + 31 min 39 s     |
| 8.º                   | Federico Bahamontes | España                  | + 40 min 44 s     |
| 9.º                   | Louis Bergaud       | Francia                 | + 48 min 33 s     |
| 10.º                  | Jos Hoevenaers      | Bélgica                 | + 58 min 26 s     |

### Clasificación de la montaña
| Clasificación de la montaña |                     |                         |        |
| Ciclista                    | Ciclista            | Equipo                  | Puntos |
| --------------------------- | ------------------- | ----------------------- | ------ |
| 1.º                         | Federico Bahamontes | España                  | 78     |
| 2.º                         | Charly Gaul         | Países Bajos/Luxemburgo | 64     |
| 3.º                         | Jean Dotto          | Centre-Midi             | 34     |
| 4.º                         | Gianni Ferlenghi    | Italia                  | 33     |
| 5.º                         | Jean Adriaenssens   | Bélgica                 | 28     |
| 6.º                         | Nino Catalano       | Italia                  | 19     |
| 7.º                         | Piet van Est        | Países Bajos/Luxemburgo | 19     |
| 8.º                         | Jacques Anquetil    | Francia                 | 18     |
| 9.º                         | Raphaël Géminiani   | Francia                 | 18     |
| 10.º                        | Gastone Nencini     | Centre-Midi             | 18     |
| 11.º                        | Piet Damen          | Países Bajos/Luxemburgo | 18     |

### Clasificación por puntos
| Clasificación por puntos |                   |                         |        |
| Ciclista                 | Ciclista          | Equipo                  | Puntos |
| ------------------------ | ----------------- | ----------------------- | ------ |
| 1.º                      | Jean Graczyk      | Centre-Midi             | 247    |
| 2.º                      | Jef Planckaert    | Bélgica                 | 406    |
| 3.º                      | André Darrigade   | Francia                 | 553    |
| 4.º                      | Jean Gainche      | West/South-West         | 584    |
| 5.º                      | Edouard Delberghe | Paris/North-East        | 623    |
| 6.º                      | Gilbert Bauvin    | Francia                 | 660    |
| 7.º                      | Jos Hoevenaers    | Bélgica                 | 663    |
| 8.º                      | Gastone Nencini   | Italia                  | 682    |
| 9.º                      | Piet van Est      | Países Bajos/Luxemburgo | 718    |
| 10.º                     | Wim van Est       | Países Bajos/Luxemburgo | 728    |

### Clasificación de la combatividad
| Clasificación de la combatividad |                     |                         |        |
| Ciclista                         | Ciclista            | Equipo                  | Puntos |
| -------------------------------- | ------------------- | ----------------------- | ------ |
| 1.º                              | Federico Bahamontes | España                  | 246    |
| 2.º                              | André Darrigade     | Francia                 | 242    |
| 3.º                              | Charly Gaul         | Países Bajos/Luxemburgo | 224    |
| 4.º                              | Jean Graczyk        | Centre-Midi             | 213    |
| 5.º                              | Raphaël Géminiani   | Centre-Midi             | 136    |
| 6.º                              | Louison Bobet       | Francia                 | 93     |
| 7.º                              | Gastone Nencini     | Italia                  | 90     |
| 8.º                              | Nino Catalano       | Italia                  | 79     |
| 9.º                              | Jef Planckaert      | Bélgica                 | 79     |
| 10.º                             | Jean-Claude Annaert | Paris/North-East        | 73     |

### Clasificación por equipos
| Clasificación por equipos |                         |                   |
| Equipo                    | Equipo                  | Tiempo            |
| ------------------------- | ----------------------- | ----------------- |
| 1.º                       | Bélgica                 | 352 h 30 min 58 s |
| 2.º                       | Italia                  | + 9 min 05 s      |
| 3.º                       | Países Bajos/Luxemburgo | + 43 min 26 s     |
| 4.º                       | Francia                 | + 59 min 20 s     |
| 5.º                       | Centre-Midi             | + 59 min 34 s     |
| 6.º                       | España                  | + 3 h 18 min 48 s |
| 7.º                       | Paris/Nord-Est          | + 3 h 20 min 00 s |
| 8.º                       | Suiza/Alemania          | + 3 h 30 min 09 s |
| 9.º                       | Ouest/Sud-Ouest         | + 3 h 45 min 14 s |
| 10.º                      | International           | + 5 h 23 min 28 s |